# Giám mục phó
Giám mục phó là một chức giám mục trong Giáo hội Công giáo hoặc Anh giáo được bổ nhiệm để hỗ trợ, chia sẻ công việc với vị giám mục chính tòa của giáo phận cư trú. Giám mục phó có thể coi là "đồng giám mục" của giáo phận đó bởi khả năng ông có quyền kế vị khi giám mục chính tòa đương nhiệm nghỉ hưu, qua đời hoặc được thuyên chuyển qua giáo phận khác.
Trong xu hướng của giáo hội hiện nay, một giám mục chính tòa khi cảm thấy rằng ông sẽ không thể tiếp tục tại vị vì lý do sức khỏe hoặc sắp nghỉ hưu thì thường sẽ đệ trình Tòa Thánh bổ nhiệm một giám mục phó để kế vị mình. Trong những trường hợp này, giáo hoàng có thể đồng ý bổ nhiệm một giám mục phó để làm quen với công việc ở thời điểm chuyển tiếp. Sau đó, giám mục chính tòa sẽ được nghỉ hưu và vị giám mục phó ấy sẽ tự động lên kế vị mà không cần thêm một văn kiện bổ nhiệm khác. Chính vì vậy, gần như mọi việc bổ nhiệm giám mục phó hiện nay đều kèm theo quyền kế vị. Đó là sự phân biệt giữa giám mục phó và giám mục phụ tá, vì giám mục phụ tá không có quyền kế vị.
Tuy nhiên, trong lịch sử vẫn có việc bổ nhiệm giám mục phó nhằm chủ ý thay thế cho vị giám mục chính tòa bị vướng vào các vụ bê bối nào đó.